# Белолесье (Брестская область)
Белоле́сье (бел. Белалессе) — деревня в Барановичском районе Брестской области Белоруссии. Входит в состав Новомышского сельсовета. Население — 22 человека (2019).

## География
Находится в 19 км к северо-западу по автодорогам от центра Барановичей и в 8 км по автодорогам к северо-северо-западу от центра сельсовета, деревни Новая Мышь, граничит с северо-востока с деревней Заболотье. Расположена в пяти километрах к северо-западу от железнодорожной станции Домашевичи. Имеется кладбище.

## История
Обозначена на карте Шуберта первой половины XIX века как деревня с 30 дворами.
В 1888 году в Белолесье начала действовать школа грамоты. По переписи 1897 года — деревня Новомышской волости Новогрудского уезда Минской губернии, 49 дворов, хлебозапасный магазин, трактир и ветряная мельница. По итоговым данным переписи, в деревне проживало 495 человек (232 мужчины, 263 женщины), из них 447 православных. В 1909 году — 89 дворов.
С 1921 года составе межвоенной Польши, в гмине Новая Мышь Барановичского повета Новогрудского воеводства. По переписи 1921 года в деревне проживало 326 человек (163 мужчины, 163 женщины) в 55 жилых зданиях, из них 290 белорусов и 36 поляков (по вероисповеданию — 283 православных, 36 римских католиков и 7 иудеев).
С 1939 года в составе БССР. С 15 января 1940 года в Новомышском районе Барановичской, с 8 января 1954 года Брестской области; 8 апреля 1957 года район переименован в Барановичский. С конца июня 1941 до 8 июля 1944 года была оккупирована немецко-фашистскими захватчиками. На фронтах войны погибло 28 сельчан.
До недавнего времени действовал магазин. До 26 июня 2013 года деревня входила в состав Тешевлянского сельсовета.

## Население
По состоянию на 1 января 2023 года в деревне проживало 32 человека в 19 хозяйствах, в том числе 3 моложе трудоспособного возраста, 18 — в трудоспособном возрасте и 11 — старше трудоспособного возраста.
| Численность населения (по переписям) | Численность населения (по переписям) | Численность населения (по переписям) | Численность населения (по переписям) | Численность населения (по переписям) | Численность населения (по переписям) | Численность населения (по переписям) | Численность населения (по переписям) | Численность населения (по переписям) |
| 1897                                 | 1909                                 | 1921                                 | 1939                                 | 1959                                 | 1970                                 | 1999                                 | 2009                                 | 2019                                 |
| ------------------------------------ | ------------------------------------ | ------------------------------------ | ------------------------------------ | ------------------------------------ | ------------------------------------ | ------------------------------------ | ------------------------------------ | ------------------------------------ |
| 492                                  | ↗698                                 | ↘326                                 | ↗539                                 | ↘294                                 | ↘286                                 | ↘102                                 | ↘67                                  | ↘22                                  |